# Боркув-Новий
Боркув-Новий (пол. Borków Nowy) — село в Польщі, у гміні Желязкув Каліського повіту Великопольського воєводства.
Населення — 165 осіб (2011).
У 1975-1998 роках село належало до Каліського воєводства.

## Демографія
Демографічна структура станом на 31 березня 2011 року:
|          | Загалом | Допрацездатний вік | Працездатний вік | Постпрацездатний вік |
| -------- | ------- | ------------------ | ---------------- | -------------------- |
| Чоловіки | 79      | 21                 | 50               | 8                    |
| Жінки    | 86      | 20                 | 49               | 17                   |
| Разом    | 165     | 41                 | 99               | 25                   |